# Телепузики
«Телепу́зики» (англ. Teletubbies) — британский детский сериал производства BBC при участии компании Ragdoll Productions и DHX Media. Авторы идеи — Энн Вуд и Энди Дэвенпорт. Премьера сериала состоялась 31 марта 1997 года.
Собственно «телепузики» — четыре персонажа сериала — гуманоидные плюшевые существа с антеннами на головах и телеэкранами в зоне живота. Показ завершился 5 января 2001 года, в общей сложности было показано 365 серий. Сериал 58 раз перевыпускался на видео, а позднее — на DVD (о чём свидетельствует постер на Kinopoisk.ru).
7 января 2014 года на YouTube появилась официальная страница этого сериала, где с 2015 года планируются и выпускаются новые серии.

## Персонажи
Героями сериала являются четыре плюшевых существа с антеннами на головах и телемониторами в животах: Тинки-Винки, Дипси, Ла-Ла и По. Они являются бесполыми существами, однако Тинки-Винки и Дипси позиционируются как мальчики, а Ла-Ла и По — как девочки. Существа живут в подземном доме «Tubbytronic Superdome».

### Тинки-Винки
Тинки-Винки (англ. Tinky-Winky; играли Дэйв Томпсон, Марк Хинихан, Саймон Шелтон) — самый крупный и старший телепузик ростом 2,4 метра. Его шерсть окрашена в сине-фиолетовый цвет. У него светлое лицо и антенна перевёрнутый треугольник на голове. Иногда бывает медлительным и задумчивым, но всегда заботится о других. Любимая игрушка — красная сумка.

### Дипси
Дипси (англ. Dipsy; играл Джон Симмит) — яркий зелёный телепузик ростом 2,1 метра, со смуглым лицом (в отличие от других телепузиков) и со стержнеобразной антенной. Любит танцевать и показывать свои движения. Иногда проявляет упрямство и может обидеться, если что-то идёт не так. Дипси часто демонстрирует уроки о дружбе, самостоятельности и уважении к другим. Любимая вещь — белый цилиндр с чёрными дырками. 

### Ла-Ла
Ла-Ла (англ. Laa Laa; играла Никки Смедли) — жёлтый телепузик ростом 1,83 метра, со светлым лицом и с антенной в виде спирали. Она самая ласковая, заботливая и дружелюбная из телепузиков. Любит петь и танцевать. Иногда бывает немного осторожной и чуткой, очень внимательно относится к чувствам других. Любимая игрушка — большой жёлто-оранжевый мячик.

### По
По (англ. Po; играла Пуи Фан Ли) — самая маленькая и младшая из всех. Красный телепузик ростом 1,8 метра, со светлым лицом и с антенной, которая заканчивается кольцом (по форме напоминает палочку для выдувания пузырей). Любимая игрушка — самокат. Может быть вредной и непослушной. Иногда обижает своих друзей или обижается на них, но потом быстро всё забывает и продолжает с ними общаться.

### Пылесос Ну-Ну
Ну-Ну (англ. Noo-Noo;) — пылесос-помощник в мире телепузиков. Он выглядит как большой синий пылесос с глазами и длинным гибким носом-шлангом. Добрый и заботливый, но иногда немного ворчливый, когда телепузики шалят и создают много хаоса.

### Предметы
- Кастарды;
- Пузе-тостер
- Машинка, которая делает кастарды;
- Пузи-губка, которая моет посуду;
- Пузи-блинчики;

## Критика
Доктор психологических наук, профессор, заведующая лабораторией психологического развития дошкольников Психологического института РАО Елена Смирнова полагает, что по ряду признаков (абсолютная понятность действий телепузиков, отчётливое речевое сопровождение, замедленность) сериал смоделирован под младенческое сознание. Вместе с тем психолог отмечает ряд специфических особенностей: странный внешний вид телепузиков — неподвижные лица, отсутствие мимики, стеклянные глаза; отсутствие у персонажей, при явной их несамостоятельности, родителей, а также то, что при этом телепузики подчиняются жёсткому контролю голоса свыше. Профессор также указывает на отсутствие характера и поступков у телепузиков, что отличает их от классических образцов детской субкультуры.
В мае 2007 года уполномоченный по правам ребёнка в Польше Ева Совиньская сообщила, что намерена обратиться к психологам для проведения анализа передачи. Незадолго до этого польские власти предприняли ряд шагов в сторону запрета пропаганды гомосексуализма среди детей. Совиньская предположила, что один из персонажей может иметь гомосексуальный подтекст. «Я обратила внимание на то, что Тинки-Винки носит женскую сумочку, и не понимала, что это мальчик», — пояснила она.

## Трансляция

### В мире
В 1997—2001 годах сериал транслировался на телеканале BBC Two.
В 2000—2002 годах сериал транслировался по российскому телеканалу РТР, показ был прекращён в связи с решением ВГТРК перевести с телеканала «Культура» передачу «Спокойной ночи, малыши!».
В 2014 году сериал был приобретён для показа Корейским центральным телевидением.